# Биково (Шипуновський район)
Би́ково (рос. Быково) — село у складі Шипуновського району Алтайського краю, Росія. Входить до складу Російської сільської ради.

## Населення
Населення — 612 осіб (2010; 676 у 2002).
Національний склад (станом на 2002 рік):
- росіяни — 97 %